# Carta sobre o Patrimônio Vernacular Edificado

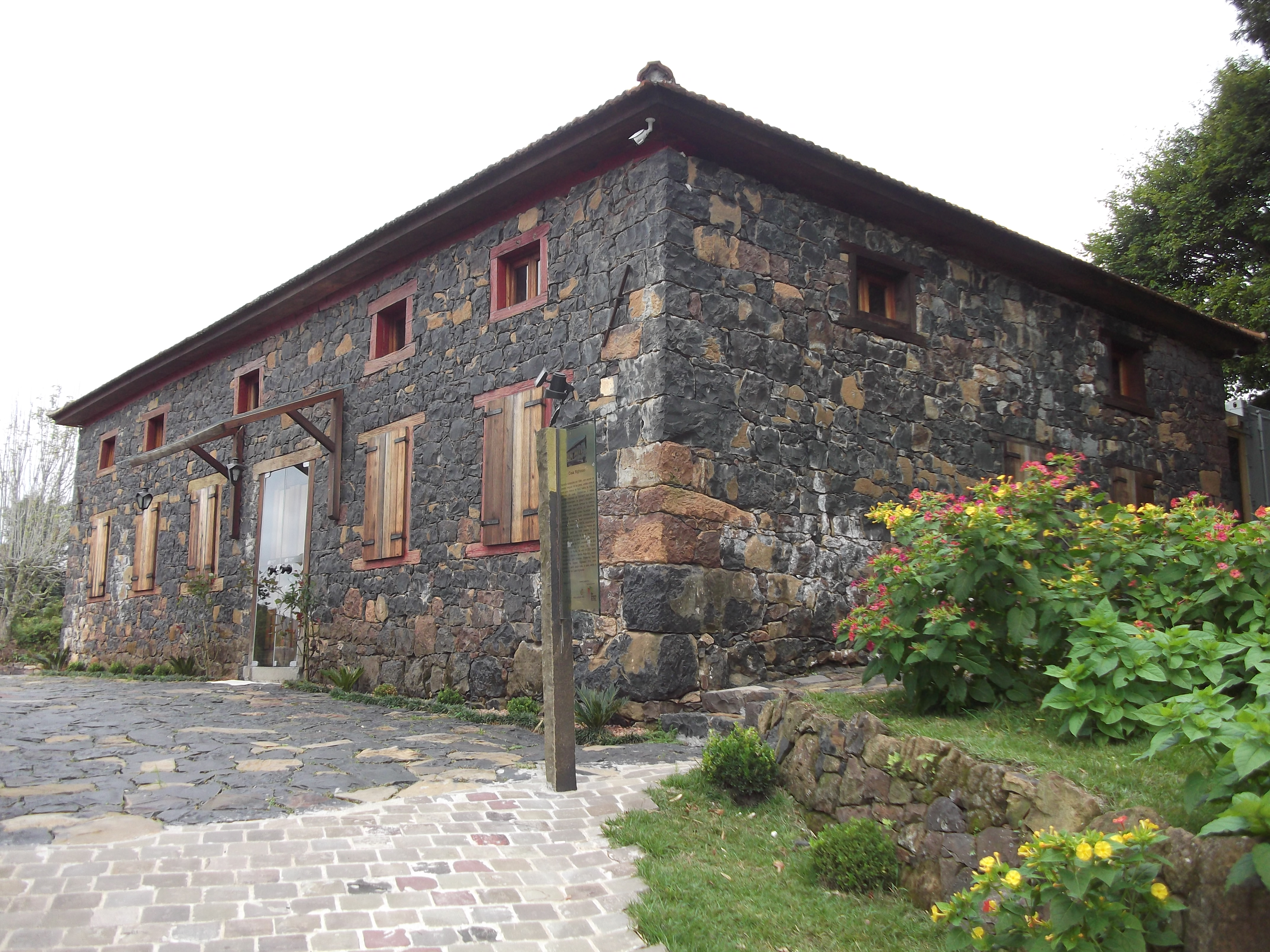
Casa Righesso, em Bento Gonçalves, um exemplo da arquitetura vernacular dos colonos italianos no sul do Brasil.

A Carta sobre o Patrimônio Vernacular Edificado é um documento publicado pelo Conselho Internacional de Monumentos e Sítios (ICOMOS), ratificado na sua 12ª Assembléia Geral, realizada no México em outubro de 1999.
A carta enfocou o problema da conservação de edificações vernáculas, ou seja, aquelas construídas segundo a tradição típica de uma dada comunidade, sociedade ou povo, onde predomina o conhecimento não-acadêmico, artesanal e popular, transmitido através das gerações, nas técnicas construtivas, na organização dos espaços, nos materiais empregados, na estética desenvolvida e nos usos dos edifícios, representando um reflexo coletivo, autêntico e orgânico de um modo de vida e de uma cultura específicos.
O conceito de arquitetura vernacular começou a ser articulado na Inglaterra no século XIX, por arquitetos engajados na crítica social do capitalismo e preocupados com a perda das tradições artesanais face à produção industrial. No século XX as práticas arquitetônicas tradicionais vêm sofrendo um grande empobrecimento e o seu acervo de edificações vem se perdendo aceleradamente. Compreendendo o valor dessa arquitetura como valioso documento histórico, social e estético, e a grave perda para a diversidade cultural mundial representada pelo seu desaparecimento, bem como reconhecendo as dificuldades de sua conservação e manejo e o perigo levantado pela homogeneização da cultura num mundo globalizado, o ICOMOS publicou a carta como um documento de orientação e definição dos princípios fundamentais concernentes ao reconhecimento e à valorização e conservação desta categoria de patrimônio.
A carta foi elaborada como um complemento para a Carta de Veneza sobre o restauro, e como um desdobramento da Conferência de Nara de 1994, onde foi debatida especificamente a importância da autenticidade na valoração do patrimônio histórico e artístico. Na Introdução, é declarado:
"O patrimônio vernacular edificado ocupa lugar privilegiado na afeição e é motivo de orgulho de todos os povos. Ele foi aceito como um produto característico e atrativo da sociedade. Ele parece irregular, mas, ainda assim, ordenado. Ele é utilitário, além de possuir interesse e beleza. Ele é um foco de vida contemporânea e, ao mesmo tempo, é um registro da história da sociedade. Embora seja o resultado do trabalho do homem, ele é, também, uma criação do tempo. Ele mereceria integrar o patrimônio da humanidade se houvesse cuidado na conservação desta tradicional harmonia que constitui o cerne da própria existência do homem. O patrimônio vernacular edificado é importante; ele é a expressão fundamental da cultura de uma comunidade, de sua relação com o seu território e, ao mesmo tempo, a expressão da diversidade cultural do mundo".
Para Cristiane Baltar Pereira, o patrimônio vernacular pode oferecer lições importantes para resolver problemas não atendidos pelos padrões construtivos convencionais, especialmente no que diz respeito à sustentabilidade econômica e ecológica e ao acesso à moradia das classes mais desfavorecidas. Segundo Yaci-Ara Froner, "a perda de memória e a desagregação desses sistemas construtivos também significam a perda de possibilidade de aprendizagem da própria arquitetura contemporânea, com as soluções geradas pelas necessidades e pelo conhecimento do ambiente de regiões específicas. Por sua vez, a dissolução de métodos tradicionais de construção subordina as comunidades mais carentes às imposições do mercado construtivo, à dependência do capital ou, então, à total exclusão, como os 'sem teto' das grandes cidades".